# 阿亞卡
阿亞卡（西班牙語：Hallaca，[aˈʝaka]），是委內瑞拉的一道傳統菜餚，由玉米麵團和燉牛肉、豬肉或雞肉以及其他配料組成，素食者則會加入豆類。芭蕉粽折疊在芭蕉葉中，用繩子綁起來並煮熟。這道菜傳統上在聖誕節期間供應，並且不同的區域的製作方法略有差異。